# Doris McCarthy
Ne doit pas être confondu avec Doris McCarthy (actrice).
Doris McCarthy (née le 7 juillet 1910 – morte le 25 novembre 2010) est une artiste canadienne spécialisée dans la peinture de paysages abstraits.

## Biographie
Née à Calgary, McCarthy fréquente l'Université de l'École d'art et de design de l'Ontario de 1926 à 1930. Peu de temps après, elle devient enseignante et enseigne surtout à la Central Technical School (en), au centre-ville de Toronto, de 1932 jusqu'à sa retraite en 1972.
Doris McCarthy passe son temps surtout à Scarborough (désormais un district de Toronto), en Ontario. Elle voyage cependant beaucoup et peint les paysages de plusieurs pays dont, notamment, le Costa Rica, l'Espagne, l'Italie, le Japon, l'Inde, l'Angleterre et l'Irlande. McCarthy est cependant probablement surtout connue pour ses représentations d'icebergs de l'Arctique. Membre de l'ordre du Canada et de l'ordre de l'Ontario.